# 懿妃
懿妃，中国、朝鮮、越南妃封号。

## 曾封懿妃者

### 中國
- 明代懿妃

1. 黃懿妃，明英宗妃。
2. 赵懿妃，明世宗妃。
3. 于懿妃，明穆宗妃。
4. 傅懿妃，明光宗妃。

- 清代懿妃

1. 慈禧太后，曾封懿妃，咸丰帝妃，同治帝母。

### 朝鮮
- 高麗懿妃

1. 懿妃某氏，忠宣王妃。

### 越南
- 阮朝懿妃

1. 嘉裕皇后，曾封懿妃，阮太祖妃，阮熙宗母。